# Interstate 15
Interstate 15 eller I-15 är en amerikansk väg, Interstate Highway, i nord-sydlig riktning. 

## Delstater som vägen går igenom
- Kalifornien
- Nevada
- Arizona
- Utah
- Idaho
- Montana